# 中央军委十条命令
《中央军委十条命令》，简称《军委十条》。中国共产党中央军事委员会针对解放军在支左工作中的问题，于1967年4月6日发布。《军委十条》首先肯定人民解放军广大指战员，“在支左工作中起了很大的作用”。又指出“目前出现了许多新问题，应当及时引起严重注意”。《军委十条》在执行上与1967年1月《中央军委八条命令》存在矛盾，因此产生新的问题。

## 内容
《命令》主要内容是：
1. 对群众组织，无论革命的、或者被反动分子所控制的，或者情况不清楚的，都不准开枪，只能进行政治工作。
2. 不准随意捕人，更不准大批捕人。对于确实查明的反革命分子要逮捕。但必须证据确凿，经过批准手续。
3. 不准任意把群众组织宣布为反动组织，加以取缔。必须公开宣布其为反动组织加以取缔的，要经中央批准。
4. 对于过去冲击军事机关的群众，无论左、中、右，概不追究。只对业已查明特别坏的右派头头，要追究，但应尽量缩小打击面。
5. 对待较大的群众组织采取什么态度，应深入调查研究，进行阶级分析。采取重大行动前，应向中央文革和全军文革请示报告。
6. 一概不要进行群众性的“请罪”活动，不要强迫群众写检讨，让他们在斗争中自己教育自己。不允许体罚或变相体罚。
7. 在军队中要深入进行两条路线斗争的教育。
8. 对派到地方上去或主持支左的干部，要详细交待政策，要防止反革命分子或思想很右的人来主持支左工作。
9. 支左工作中，要学会做群众工作，善于采用说服教育的方式，而不应采取简单粗暴和命令的方法。
10. 对业已违反了上述诸条做法的，都要立即改正。积极进行善后处理。今后，坚决按以上各条办事。